# Medaile Za obranu Moskvy
Medaile Za obranu Moskvy bylo ocenění zřízené výnosem prezídia Nejvyššího sovětu Sovětského svazu z 1. května 1944. Medaile byla určena pro všechny přímé účastníky obrany Moskvy - příslušníky Rudé armády, vojsk ministerstva vnitra a civilní občany, kteří se bezprostředně zúčastnili úhájení sovětské metropole před nepřítelem. Nosí se na levé straně hrudi.
Medaile je vyrobena z mosazi a má tvar kruhu o průměru 32 mm. Na lícní straně je vyobrazen tank s výsadkem šesti rudoarmějců. V jeho zákrytu je Martosův pomník Minina a Požarského, dále kremelská zeď a kupole sídla sovětské vlády se státní vlajkou SSSR. Vše doplňuje pět letících letadel. Po obvodu medaile je nápis „ЗА ОБОРОНУ МОСКВЫ“ (Za obranu Moskvy). Rubová strana nese v horní části srp a kladivo a třířádkový nápis „ЗА НАШУ СОВЕТСКУЮ РОДИНУ“ (Za naši sovětskou vlast). Stuha je 24 mm široká, s dvěma červenými a třemi světle zelenými pruhy, okraje stuhy jsou červeně lemovány. Autorem medaile je N. I. Moskalev. 20. července 1944 byla udělena poprvé, kdy nositelem medaile č. 0000001 se stal J. V. Stalin. Do roku 1962 bylo uděleno 477 000 medailí. Celkem bylo uděleno 1 028 600 kusů.
Vyznamenaný spolu s medailí obdržel i dekret ve formě průkazu, který prokazoval udělení medaile. Medaile se udělovala i cizím státním příslušníkům spřátelených armád.

Udělování medaile skončilo se zánikem SSSR v roce 1991.